# Panta Walon
El Club Deportivo Panta Walon es un club de fútbol sala del distrito de Bellavista, Callao, Perú que juega en la Liga Futsal Pro, competición en la que es el máximo ganador con ocho títulos.

## Historia
Deportivo Panta fue fundado el 16 de julio de 2000, en el distrito de Bellavista,Callao, con el nombre de Panta NPA en el seno de la familia Panta por iniciativa de José Panta. Ese mismo año se inscribió, participó y fue campeón Liga Distrital de Fútbol Sala de Bellavista. Tiempo después el club incursionó en brevemente en el fútbol callejero.
En el 2010 el club compra el lugar del Deportivo Ingeniería en la División de Honor y empieza a participar de manera profesional. Ese mismo año cerró un acuerdo comercial con la Universidad César Vallejo, que se convirtió en su principal auspiciador. Sin embargo, el acuerdo no duró mucho y en el 2012 se unieron con la marca deportiva Walon Sport y como consecuencia el club cambió su denominación a Panta Walon.
Desde su debut en el 2010, Panta ha jugado diez finales de la División de Honor. Ganó el campeonato en siete ocasiones (2010, 2011, 2013, 2014, 2017,  2018y 2022) derrotando en tres de ellas (2013, 2017 y 2018) a su clásico rival Primero de Mayo y perdió tres finales (2012, 2015, 2016), todas ellas frente a Primero de Mayo. Además fue campeón de los torneos de verano de 2013, 2014 y ganó el torneo apertura de 2018.
Panta ha participado en la Copa Libertadores de Futsal en seis ocasiones (2015, 2017, 2018, 2019, 2022 y 2023). Pese a ser campeón en el 2010 y 2013, no pudo participar en el 2011  y 2014 puesto que el torneo en la Zona Norte no se organizó. La Copa no se jugó en el 2012, no se clasificó para la edición de 2014, por lo que finalmente fue subcampeonato en la División de Honor 2014 el que le permitió clasificarse para la Copa Libertadores 2015 en la que alcanzó las semifinales de la Zona Norte. Su mejor resultado lo consiguió en la edición de 2019 en la que alcanzó el 4.° lugar.
En 2022 el equipo llegó hasta cuartos de final en la Copa Libertadores de Futsal, perdió en esa instancia ante Cerro Porteño de Paraguay. Su participación en el torneo local empezó el 31 de mayo venciendo 4-2 a Palermo FC. En semifinales se enfrentó a Hermanos Rey al que derrotaría por un marcador global de 4-1, ganando de esta manera el derecho de disputar la final ante Universitario de Deportes. El partido de ida de la final se jugó el 25 de octubre, el resultado fue un empate a dos goles, todo se definió en la vuelta el 27 de octubre. Panta vencería a Universitario 3-0 y se proclamó campeón por séptima vez en su historia.

## Participación en torneos internacionales
Deportivo Panta ha participado cinco veces de la Copa Libertadores de Fútbol Sala en las temporadas 2015, 2017, 2018, 2019 y 2022. Hizo su debut en la temporada 2015 en la que alcanzó las semifinales de la Zona Norte.  
Su participación más destacada la consiguió en la edición 2019 en la que se metió en las semifinales luego de eliminar a San Lorenzo. En las semifinales cayó frente a Carlos Barbosa y posteriormente perdió la definición del 3.° lugar frente a Alianza Platanera.
| Club            | TJ | PJ | PG | PE | PP | GF | GC | DG  | Pts. |
| --------------- | -- | -- | -- | -- | -- | -- | -- | --- | ---- |
| Deportivo Panta | 7  | 25 | 7  | 5  | 13 | 45 | 69 | -24 | 25   |

| \| N.° \| Sede \| Ronda \| Partidos \| Partidos \| Partidos \| Pos. \| Pts. \| Estado \| \| ----------------------- \| ------------------------------------- \| ------------------------------------- \| ------------------------------------- \| ------------------------------------- \| ------------------------------------- \| ------------------------------------- \| ------------------------------------- \| ------------------------------------- \| \| \| \| \| \| \| \| \| \| \| \| 1 \| Copa Libertadores de fútbol sala 2015 \| Copa Libertadores de fútbol sala 2015 \| Copa Libertadores de fútbol sala 2015 \| Copa Libertadores de fútbol sala 2015 \| Copa Libertadores de fútbol sala 2015 \| Copa Libertadores de fútbol sala 2015 \| Copa Libertadores de fútbol sala 2015 \| Copa Libertadores de fútbol sala 2015 \| \| Sucre, Bolivia \| Sucre, Bolivia \| Zona Norte: Primera Fase: Grupo único \| Deportivo Panta \| 2 – 4 \| RyR Surco \| 3.° \| 7 \| Clasificado a semifinales \| \| Sucre, Bolivia \| Sucre, Bolivia \| Zona Norte: Primera Fase: Grupo único \| Deportivo Panta \| 3 – 3[21] \| Real Bucaramanga \| 3.° \| 7 \| Clasificado a semifinales \| \| Sucre, Bolivia \| Sucre, Bolivia \| Zona Norte: Primera Fase: Grupo único \| Deportivo Panta \| 5 – 3[22] \| CRE Futsal \| 3.° \| 7 \| Clasificado a semifinales \| \| Sucre, Bolivia \| Sucre, Bolivia \| Zona Norte: Primera Fase: Grupo único \| Deportivo Panta \| 2 – 0[23] \| Deportivo Meta H&H \| 3.° \| 7 \| Clasificado a semifinales \| \| Sucre, Bolivia \| Sucre, Bolivia \| Zona Norte: Primera Fase: Grupo único \| Deportivo Panta \| 0 – 3 \| Rico Sur \| 3.° \| 7 \| Clasificado a semifinales \| \| La Paz, Bolivia \| La Paz, Bolivia \| Zona Norte: Semifinales \| Deportivo Panta \| 1 – 1 (0 – 2) \| CRE Futsal (pen.) \| Eliminado \| Eliminado \| Eliminado \| \| La Paz, Bolivia \| La Paz, Bolivia \| Zona Norte: Definición del 3.° lugar \| Deportivo Panta (pen.) \| 3 – 3 \| Rico Sur \| 3.° lugar[24][25] \| 3.° lugar[24][25] \| 3.° lugar[24][25] \| \| 2 \| Copa Libertadores de fútbol sala 2017 \| Copa Libertadores de fútbol sala 2017 \| Copa Libertadores de fútbol sala 2017 \| Copa Libertadores de fútbol sala 2017 \| Copa Libertadores de fútbol sala 2017 \| Copa Libertadores de fútbol sala 2017 \| Copa Libertadores de fútbol sala 2017 \| Copa Libertadores de fútbol sala 2017 \| \| Lima, Perú \| Lima, Perú \| Primera Fase: Grupo C \| Deportivo Panta \| 3 – 3 \| Caracas F. C. \| 4.° \| 1 \| Eliminado \| \| Lima, Perú \| Lima, Perú \| Primera Fase: Grupo C \| Deportivo Panta \| 1 – 6 \| Kimberley \| 4.° \| 1 \| Eliminado \| \| Lima, Perú \| Lima, Perú \| Primera Fase: Grupo C \| Deportivo Panta \| 1 – 7 \| Carlos Barbosa \| 4.° \| 1 \| Eliminado \| \| 3 \| Copa Libertadores de fútbol sala 2018 \| Copa Libertadores de fútbol sala 2018 \| Copa Libertadores de fútbol sala 2018 \| Copa Libertadores de fútbol sala 2018 \| Copa Libertadores de fútbol sala 2018 \| Copa Libertadores de fútbol sala 2018 \| Copa Libertadores de fútbol sala 2018 \| Copa Libertadores de fútbol sala 2018 \| \| Carlos Barbosa, Brasil \| Carlos Barbosa, Brasil \| Primera Fase: Grupo C \| Deportivo Panta \| 1 – 4 \| Cerro Porteño \| 4.° \| 0 \| Eliminado \| \| Carlos Barbosa, Brasil \| Carlos Barbosa, Brasil \| Primera Fase: Grupo C \| Deportivo Panta \| 1 – 4[26] \| Joinville \| 4.° \| 0 \| Eliminado \| \| Carlos Barbosa, Brasil \| Carlos Barbosa, Brasil \| Primera Fase: Grupo C \| Deportivo Panta \| 0 – 2[27] \| Caracas F. C. \| 4.° \| 0 \| Eliminado \| \| 4 \| Copa Libertadores de fútbol sala 2019 \| Copa Libertadores de fútbol sala 2019 \| Copa Libertadores de fútbol sala 2019 \| Copa Libertadores de fútbol sala 2019 \| Copa Libertadores de fútbol sala 2019 \| Copa Libertadores de fútbol sala 2019 \| Copa Libertadores de fútbol sala 2019 \| Copa Libertadores de fútbol sala 2019 \| \| Buenos Aires, Argentina \| Buenos Aires, Argentina \| Primera Fase: Grupo B \| Deportivo Panta \| 3 – 2[28] \| Universidad de Chile \| 3.° \| 4 \| Clasificado \| \| Buenos Aires, Argentina \| Buenos Aires, Argentina \| Primera Fase: Grupo B \| Deportivo Panta \| 4 – 4 \| Alianza Platanera \| 3.° \| 4 \| Clasificado \| \| Buenos Aires, Argentina \| Buenos Aires, Argentina \| Primera Fase: Grupo B \| Deportivo Panta \| 2 – 3 \| San Lorenzo \| 3.° \| 4 \| Clasificado \| \| Buenos Aires, Argentina \| Buenos Aires, Argentina \| Cuartos de final \| Deportivo Panta (pró.) \| 4 – 2 \| San Lorenzo \| Clasificado \| Clasificado \| Clasificado \| \| Buenos Aires, Argentina \| Buenos Aires, Argentina \| Semifianles \| Deportivo Panta \| 0 – 1 \| Carlos Barbosa \| Eliminado \| Eliminado \| Eliminado \| \| Buenos Aires, Argentina \| Buenos Aires, Argentina \| Definición del 3.° lugar \| Deportivo Panta \| 1 – 4 \| Alianza Platanera \| 4.° lugar \| 4.° lugar \| 4.° lugar \| \| 5 \| Copa Libertadores de Futsal 2022 \| Copa Libertadores de Futsal 2022 \| Copa Libertadores de Futsal 2022 \| Copa Libertadores de Futsal 2022 \| Copa Libertadores de Futsal 2022 \| Copa Libertadores de Futsal 2022 \| Copa Libertadores de Futsal 2022 \| Copa Libertadores de Futsal 2022 \| \| Buenos Aires, Argentina \| Buenos Aires, Argentina \| Primera Fase: Grupo B \| Deportivo Panta \| 2 – 3 \| Peñarol \| 3.° \| 3 \| Clasificado \| \| Buenos Aires, Argentina \| Buenos Aires, Argentina \| Primera Fase: Grupo B \| Deportivo Panta \| 3 – 2 \| Boca Juniors \| 3.° \| 3 \| Clasificado \| \| Buenos Aires, Argentina \| Buenos Aires, Argentina \| Primera Fase: Grupo B \| Deportivo Panta \| 1 – 2 \| Cascavel Futsal \| 3.° \| 3 \| Clasificado \| \| Buenos Aires, Argentina \| Buenos Aires, Argentina \| Cuartos de final \| Deportivo Panta \| 1 – 4 \| Cerro Porteño \| Eliminado \| Eliminado \| Eliminado \| \| Buenos Aires, Argentina \| Buenos Aires, Argentina \| 5.° lugar - semifinales \| Deportivo Panta (pen.) \| 0 – 0 (5–3) \| Barracas Central \| Clasificado \| Clasificado \| Clasificado \| \| Buenos Aires, Argentina \| Buenos Aires, Argentina \| 5.° lugar - final \| Deportivo Panta \| 4 – 2 \| S. S. Bocca \| 5.° lugar \| 5.° lugar \| 5.° lugar \| \| 6 \| Copa Libertadores de Futsal 2023 \| Copa Libertadores de Futsal 2023 \| Copa Libertadores de Futsal 2023 \| Copa Libertadores de Futsal 2023 \| Copa Libertadores de Futsal 2023 \| Copa Libertadores de Futsal 2023 \| Copa Libertadores de Futsal 2023 \| Copa Libertadores de Futsal 2023 \| \| Caracas, Venezuela \| Caracas, Venezuela \| Primera Fase: Grupo A \| Deportivo Panta \| 0 – 3 \| Cerro Porteño \| 3.° \| 4 \| Clasificado \| \| Caracas, Venezuela \| Caracas, Venezuela \| Primera Fase: Grupo A \| Deportivo Panta \| 2 – 2 \| Cascavel Futsal \| 3.° \| 4 \| Clasificado \| \| Caracas, Venezuela \| Caracas, Venezuela \| Primera Fase: Grupo A \| Deportivo Panta \| 3 – 2 \| Tigres \| 3.° \| 4 \| Clasificado \| \| Caracas, Venezuela \| Caracas, Venezuela \| Cuartos de final \| Deportivo Panta (pen.) \| 3 – 3 (1–3) \| Joinville \| Eliminado \| Eliminado \| Eliminado \| \| Caracas, Venezuela \| Caracas, Venezuela \| 5.° lugar - semifinales \| Deportivo Panta \| 5 – 3 \| Cerro Porteño \| Clasificado \| Clasificado \| Clasificado \| \| Caracas, Venezuela \| Caracas, Venezuela \| 5.° lugar - final \| Deportivo Panta \| 2 – 3 \| Barracas Central \| 6.° Lugar \| 6.° Lugar \| 6.° Lugar \| \| 7 \| Copa Libertadores de Futsal 2024 \| Copa Libertadores de Futsal 2024 \| Copa Libertadores de Futsal 2024 \| Copa Libertadores de Futsal 2024 \| Copa Libertadores de Futsal 2024 \| Copa Libertadores de Futsal 2024 \| Copa Libertadores de Futsal 2024 \| Copa Libertadores de Futsal 2024 \| \| Tortuguitas, Argentina \| Tortuguitas, Argentina \| Primera Fase: Grupo B \| Deportivo Panta \| 2 – 1 \| Fantasmas \| 1.° \| 9 \| Clasificado \| \| Tortuguitas, Argentina \| Tortuguitas, Argentina \| Primera Fase: Grupo B \| Deportivo Panta \| 4 – 1 \| Independiente de Barranquilla \| 1.° \| 9 \| Clasificado \| \| Tortuguitas, Argentina \| Tortuguitas, Argentina \| Primera Fase: Grupo B \| Deportivo Panta \| 1 – 0 \| San Lorenzo \| 1.° \| 9 \| Clasificado \| \| Tortuguitas, Argentina \| Tortuguitas, Argentina \| Cuartos de final \| Deportivo Panta (pró.) \| 2 – 3 \| Independiente de Barranquilla \| Eliminado \| Eliminado \| Eliminado \| \| Tortuguitas, Argentina \| Tortuguitas, Argentina \| 5.° lugar - semifinales \| Deportivo Panta \| 0 – 2 \| Cascavel Futsal \| Eliminado \| Eliminado \| Eliminado \| \| Tortuguitas, Argentina \| Tortuguitas, Argentina \| 7.° lugar - final \| Deportivo Panta \| 5 – 1 \| San Lorenzo \| 7.° lugar \| 7.° lugar \| 7.° lugar \| |                                       |                                       |                                       |                                       |                                       |                                       |                                       |                                       |
| N.° | Sede                                  | Ronda                                 | Partidos                              | Partidos                              | Partidos                              | Pos.                                  | Pts.                                  | Estado                                |
| |                                       |                                       |                                       |                                       |                                       |                                       |                                       |                                       |
| 1 | Copa Libertadores de fútbol sala 2015 | Copa Libertadores de fútbol sala 2015 | Copa Libertadores de fútbol sala 2015 | Copa Libertadores de fútbol sala 2015 | Copa Libertadores de fútbol sala 2015 | Copa Libertadores de fútbol sala 2015 | Copa Libertadores de fútbol sala 2015 | Copa Libertadores de fútbol sala 2015 |
| Sucre, Bolivia | Sucre, Bolivia                        | Zona Norte: Primera Fase: Grupo único | Deportivo Panta                       | 2 – 4                                 | RyR Surco                             | 3.°                                   | 7                                     | Clasificado a semifinales             |
| Sucre, Bolivia | Sucre, Bolivia                        | Zona Norte: Primera Fase: Grupo único | Deportivo Panta                       | 3 – 3                                 | Real Bucaramanga                      | 3.°                                   | 7                                     | Clasificado a semifinales             |
| Sucre, Bolivia | Sucre, Bolivia                        | Zona Norte: Primera Fase: Grupo único | Deportivo Panta                       | 5 – 3                                 | CRE Futsal                            | 3.°                                   | 7                                     | Clasificado a semifinales             |
| Sucre, Bolivia | Sucre, Bolivia                        | Zona Norte: Primera Fase: Grupo único | Deportivo Panta                       | 2 – 0                                 | Deportivo Meta H&H                    | 3.°                                   | 7                                     | Clasificado a semifinales             |
| Sucre, Bolivia | Sucre, Bolivia                        | Zona Norte: Primera Fase: Grupo único | Deportivo Panta                       | 0 – 3                                 | Rico Sur                              | 3.°                                   | 7                                     | Clasificado a semifinales             |
| La Paz, Bolivia | La Paz, Bolivia                       | Zona Norte: Semifinales               | Deportivo Panta                       | 1 – 1 (0 – 2)                         | CRE Futsal (pen.)                     | Eliminado                             | Eliminado                             | Eliminado                             |
| La Paz, Bolivia | La Paz, Bolivia                       | Zona Norte: Definición del 3.° lugar  | Deportivo Panta (pen.)                | 3 – 3                                 | Rico Sur                              | 3.° lugar                             | 3.° lugar                             | 3.° lugar                             |
| 2 | Copa Libertadores de fútbol sala 2017 | Copa Libertadores de fútbol sala 2017 | Copa Libertadores de fútbol sala 2017 | Copa Libertadores de fútbol sala 2017 | Copa Libertadores de fútbol sala 2017 | Copa Libertadores de fútbol sala 2017 | Copa Libertadores de fútbol sala 2017 | Copa Libertadores de fútbol sala 2017 |
| Lima, Perú | Lima, Perú                            | Primera Fase: Grupo C                 | Deportivo Panta                       | 3 – 3                                 | Caracas F. C.                         | 4.°                                   | 1                                     | Eliminado                             |
| Lima, Perú | Lima, Perú                            | Primera Fase: Grupo C                 | Deportivo Panta                       | 1 – 6                                 | Kimberley                             | 4.°                                   | 1                                     | Eliminado                             |
| Lima, Perú | Lima, Perú                            | Primera Fase: Grupo C                 | Deportivo Panta                       | 1 – 7                                 | Carlos Barbosa                        | 4.°                                   | 1                                     | Eliminado                             |
| 3 | Copa Libertadores de fútbol sala 2018 | Copa Libertadores de fútbol sala 2018 | Copa Libertadores de fútbol sala 2018 | Copa Libertadores de fútbol sala 2018 | Copa Libertadores de fútbol sala 2018 | Copa Libertadores de fútbol sala 2018 | Copa Libertadores de fútbol sala 2018 | Copa Libertadores de fútbol sala 2018 |
| Carlos Barbosa, Brasil | Carlos Barbosa, Brasil                | Primera Fase: Grupo C                 | Deportivo Panta                       | 1 – 4                                 | Cerro Porteño                         | 4.°                                   | 0                                     | Eliminado                             |
| Carlos Barbosa, Brasil | Carlos Barbosa, Brasil                | Primera Fase: Grupo C                 | Deportivo Panta                       | 1 – 4                                 | Joinville                             | 4.°                                   | 0                                     | Eliminado                             |
| Carlos Barbosa, Brasil | Carlos Barbosa, Brasil                | Primera Fase: Grupo C                 | Deportivo Panta                       | 0 – 2                                 | Caracas F. C.                         | 4.°                                   | 0                                     | Eliminado                             |
| 4 | Copa Libertadores de fútbol sala 2019 | Copa Libertadores de fútbol sala 2019 | Copa Libertadores de fútbol sala 2019 | Copa Libertadores de fútbol sala 2019 | Copa Libertadores de fútbol sala 2019 | Copa Libertadores de fútbol sala 2019 | Copa Libertadores de fútbol sala 2019 | Copa Libertadores de fútbol sala 2019 |
| Buenos Aires, Argentina | Buenos Aires, Argentina               | Primera Fase: Grupo B                 | Deportivo Panta                       | 3 – 2                                 | Universidad de Chile                  | 3.°                                   | 4                                     | Clasificado                           |
| Buenos Aires, Argentina | Buenos Aires, Argentina               | Primera Fase: Grupo B                 | Deportivo Panta                       | 4 – 4                                 | Alianza Platanera                     | 3.°                                   | 4                                     | Clasificado                           |
| Buenos Aires, Argentina | Buenos Aires, Argentina               | Primera Fase: Grupo B                 | Deportivo Panta                       | 2 – 3                                 | San Lorenzo                           | 3.°                                   | 4                                     | Clasificado                           |
| Buenos Aires, Argentina | Buenos Aires, Argentina               | Cuartos de final                      | Deportivo Panta (pró.)                | 4 – 2                                 | San Lorenzo                           | Clasificado                           | Clasificado                           | Clasificado                           |
| Buenos Aires, Argentina | Buenos Aires, Argentina               | Semifianles                           | Deportivo Panta                       | 0 – 1                                 | Carlos Barbosa                        | Eliminado                             | Eliminado                             | Eliminado                             |
| Buenos Aires, Argentina | Buenos Aires, Argentina               | Definición del 3.° lugar              | Deportivo Panta                       | 1 – 4                                 | Alianza Platanera                     | 4.° lugar                             | 4.° lugar                             | 4.° lugar                             |
| 5 | Copa Libertadores de Futsal 2022      | Copa Libertadores de Futsal 2022      | Copa Libertadores de Futsal 2022      | Copa Libertadores de Futsal 2022      | Copa Libertadores de Futsal 2022      | Copa Libertadores de Futsal 2022      | Copa Libertadores de Futsal 2022      | Copa Libertadores de Futsal 2022      |
| Buenos Aires, Argentina | Buenos Aires, Argentina               | Primera Fase: Grupo B                 | Deportivo Panta                       | 2 – 3                                 | Peñarol                               | 3.°                                   | 3                                     | Clasificado                           |
| Buenos Aires, Argentina | Buenos Aires, Argentina               | Primera Fase: Grupo B                 | Deportivo Panta                       | 3 – 2                                 | Boca Juniors                          | 3.°                                   | 3                                     | Clasificado                           |
| Buenos Aires, Argentina | Buenos Aires, Argentina               | Primera Fase: Grupo B                 | Deportivo Panta                       | 1 – 2                                 | Cascavel Futsal                       | 3.°                                   | 3                                     | Clasificado                           |
| Buenos Aires, Argentina | Buenos Aires, Argentina               | Cuartos de final                      | Deportivo Panta                       | 1 – 4                                 | Cerro Porteño                         | Eliminado                             | Eliminado                             | Eliminado                             |
| Buenos Aires, Argentina | Buenos Aires, Argentina               | 5.° lugar - semifinales               | Deportivo Panta (pen.)                | 0 – 0 (5–3)                           | Barracas Central                      | Clasificado                           | Clasificado                           | Clasificado                           |
| Buenos Aires, Argentina | Buenos Aires, Argentina               | 5.° lugar - final                     | Deportivo Panta                       | 4 – 2                                 | S. S. Bocca                           | 5.° lugar                             | 5.° lugar                             | 5.° lugar                             |
| 6 | Copa Libertadores de Futsal 2023      | Copa Libertadores de Futsal 2023      | Copa Libertadores de Futsal 2023      | Copa Libertadores de Futsal 2023      | Copa Libertadores de Futsal 2023      | Copa Libertadores de Futsal 2023      | Copa Libertadores de Futsal 2023      | Copa Libertadores de Futsal 2023      |
| Caracas, Venezuela | Caracas, Venezuela                    | Primera Fase: Grupo A                 | Deportivo Panta                       | 0 – 3                                 | Cerro Porteño                         | 3.°                                   | 4                                     | Clasificado                           |
| Caracas, Venezuela | Caracas, Venezuela                    | Primera Fase: Grupo A                 | Deportivo Panta                       | 2 – 2                                 | Cascavel Futsal                       | 3.°                                   | 4                                     | Clasificado                           |
| Caracas, Venezuela | Caracas, Venezuela                    | Primera Fase: Grupo A                 | Deportivo Panta                       | 3 – 2                                 | Tigres                                | 3.°                                   | 4                                     | Clasificado                           |
| Caracas, Venezuela | Caracas, Venezuela                    | Cuartos de final                      | Deportivo Panta (pen.)                | 3 – 3 (1–3)                           | Joinville                             | Eliminado                             | Eliminado                             | Eliminado                             |
| Caracas, Venezuela | Caracas, Venezuela                    | 5.° lugar - semifinales               | Deportivo Panta                       | 5 – 3                                 | Cerro Porteño                         | Clasificado                           | Clasificado                           | Clasificado                           |
| Caracas, Venezuela | Caracas, Venezuela                    | 5.° lugar - final                     | Deportivo Panta                       | 2 – 3                                 | Barracas Central                      | 6.° Lugar                             | 6.° Lugar                             | 6.° Lugar                             |
| 7 | Copa Libertadores de Futsal 2024      | Copa Libertadores de Futsal 2024      | Copa Libertadores de Futsal 2024      | Copa Libertadores de Futsal 2024      | Copa Libertadores de Futsal 2024      | Copa Libertadores de Futsal 2024      | Copa Libertadores de Futsal 2024      | Copa Libertadores de Futsal 2024      |
| Tortuguitas, Argentina | Tortuguitas, Argentina                | Primera Fase: Grupo B                 | Deportivo Panta                       | 2 – 1                                 | Fantasmas                             | 1.°                                   | 9                                     | Clasificado                           |
| Tortuguitas, Argentina | Tortuguitas, Argentina                | Primera Fase: Grupo B                 | Deportivo Panta                       | 4 – 1                                 | Independiente de Barranquilla         | 1.°                                   | 9                                     | Clasificado                           |
| Tortuguitas, Argentina | Tortuguitas, Argentina                | Primera Fase: Grupo B                 | Deportivo Panta                       | 1 – 0                                 | San Lorenzo                           | 1.°                                   | 9                                     | Clasificado                           |
| Tortuguitas, Argentina | Tortuguitas, Argentina                | Cuartos de final                      | Deportivo Panta (pró.)                | 2 – 3                                 | Independiente de Barranquilla         | Eliminado                             | Eliminado                             | Eliminado                             |
| Tortuguitas, Argentina | Tortuguitas, Argentina                | 5.° lugar - semifinales               | Deportivo Panta                       | 0 – 2                                 | Cascavel Futsal                       | Eliminado                             | Eliminado                             | Eliminado                             |
| Tortuguitas, Argentina | Tortuguitas, Argentina                | 7.° lugar - final                     | Deportivo Panta                       | 5 – 1                                 | San Lorenzo                           | 7.° lugar                             | 7.° lugar                             | 7.° lugar                             |

## Resumen general de las temporadas
| Temporada | División de Honor                              | Otro torneo                        |
| --------- | ---------------------------------------------- | ---------------------------------- |
| 2010      | Campeón                                        |                                    |
| 2011      | Campeón                                        |                                    |
| 2012      | Subcampeón                                     |                                    |
| 2013      | Campeón                                        |                                    |
| 2014      | Campeón                                        |                                    |
| 2015      | Subcampeón                                     | 3.° lugar (Copa Merconorte)        |
| 2016      | Subcampeón                                     |                                    |
| 2017      | Campeón                                        | Fase de grupos (Copa Libertadores) |
| 2018      | Campeón                                        | Fase de grupos (Copa Libertadores) |
| 2019      | Semifinales                                    | 4.° lugar (Copa Libertadores)      |
| 2020      | Suspendido por la pandemia de COVID-19 en Perú |                                    |
| 2021      | Suspendido por la pandemia de COVID-19 en Perú |                                    |
| 2022      | Campeón                                        | 5.° lugar (Copa Libertadores)      |
| 2023      | Campeón                                        | 6.° lugar (Copa Libertadores)      |
| 2024      |                                                | 7.° lugar (Copa Libertadores)      |

## Presidentes y entrenadores
| Presidente     | Inicio            | Fin               |
| -------------- | ----------------- | ----------------- |
| José Pando     | 2000 - actualidad | 2000 - actualidad |
| Jonathan Gilio | 2012 - actualidad | 2012 - actualidad |

| Entrenador             | Inicio            | Fin               |
| ---------------------- | ----------------- | ----------------- |
| Francisco Melgar Roose | 2010              | 2016              |
| Howard Copare Corzo    | 2017              | ?                 |
| Carlos Salinas Muñoz   | 2022 - actualidad | 2022 - actualidad |

## Auspiciadores y proveedores
| Auspiciador               | Inicio            | Fin               |
| ------------------------- | ----------------- | ----------------- |
| Universidad César Vallejo | 2010              | 2012              |
| Walon Sport               | 2012 - actualidad | 2012 - actualidad |

| Proveedor   | Inicio            | Fin               |
| ----------- | ----------------- | ----------------- |
| Walon Sport | 2012 - actualidad | 2012 - actualidad |

## Palmarés

### Torneos nacionales
| Competición                           | Títulos                                            | Subtítulos        |
| ------------------------------------- | -------------------------------------------------- | ----------------- |
| Primera División de Fútbol Sala (7/3) | 2010, 2011, 2013, 2014, 2017, 2018, 2022. (Récord) | 2012, 2015, 2016. |
| Torneo Pre Libertadores (1)           | 2022.                                              |                   |

### Torneos distritales
- Liga Distrital de Bellavista (1): 2000.